# Arne Astrup
Arne Astrup Christensen-Reverdil (* 17. August 1922 in Jenne bei Esbjerg; † 2005) war ein dänischer Jazzmusiker (Tenorsaxophon) und Diskograph.

## Leben und Wirken
Astrup wuchs in bürgerlichen Verhältnissen in Kopenhagen auf und erhielt Instrumentalunterricht durch den Klarinettisten Aage Oxenvad. 1942 wurde er professioneller Musiker. 1944 gehörte er zu Arne Skibsteds Orchester, mit dem es auch zu Plattenaufnahmen kam. Während der deutschen Besetzung Dänemarks spielte er auch in Odense mit dem Tanzorchester von Peter Rasmussen und anderen Bands. Zu seinen eigenen Gruppen gehörten der Pianist Henry „Buby“ Nielsen, der Gitarrist Ernst Laursen und der Schlagzeuger Palle Olrik. Er begleitete 1944 die Sängerin Lillian Runeved bei ihrem Konzertdebüt.
In der zweiten Hälfte der 1940er Jahre spielte er zunächst in Schweden, dann in Deutschland, wo er bei der Truppenunterhaltung für die amerikanischen Streitkräfte tätig war. In den 1950er Jahren arbeitete er wieder in Schweden, zuerst in seinem eigenen Orchester, später als Mitglied der Formation von Carl-Henrik Norin; überdies war er Mitglied der Bigbands von Peter Rasmussen und von Ib Glindemann. Dann begann er zu unterrichten und war etwa 15 Jahre lang Leiter der Musikschule in Hellerup. Astrup veröffentlichte zusammen mit Erik Krag Møller das Lehrbuch Moderne Saxofonskole. Als diese vergriffen war, verfasste er eine Neuausgabe als Nye Saxofonskole, die sich ebenfalls gut verkaufte. Daneben trat er als Solist mit Otto Frankers Orchester und mit dem Scrooner Gustav Winckler auf. 
Ab Anfang der 1970er Jahre kehrte er vermehrt auf die Bühne zurück. Sein Spiel war nun von Stan Getz und Zoot Sims inspiriert. Mehrere Jahre leitete er die Hausband im Kopenhagener Musikclub Vognporten, wo er als Solisten Bent Jædig, Jesper Thilo und Erik Søsted holte, teilweise auch Red Rodney und Eddie Bert. Mit Jimmy Skidmore trat er in Aarhus auf. 1978 kam es zur Zusammenarbeit mit Frank Rosolino.
In den 1980er Jahren leitete Astrup verschiedene Combos, zu denen Poul Hindberg gehörte, oft auch Louis Hjulmand und Fritz von Bülow. Mit der Gruppe Arne Astrup Swinging Septet, mit der zwei Alben erschienen, spielte er viele Jahre in dänischen Jazzclubs, Kulturzentren, im Tivoli, auf Partys und auf Jazzfestivals. Nur gelegentlich nahm er als Studiomusiker an anderen Produktionen teil, etwa 1979 bei Arne Stenlunds Big Band und an Freddy Albecks Aufnahme von Miss Otis Regrets (1987). Er erstellte und publizierte auch monographische Diskographien von Stan Getz, Gerry Mulligan, Brew Moore, Zoot Sims und Buddy DeFranco. Tom Lord verzeichnet im Bereich des Jazz 38 Aufnahmen Astrups zwischen 1942 und 1993.